# Vila Pavão
Vila Pavão es un municipio brasilero del estado del Espírito Santo. Su población estimada en 2004 era de 8.440 habitantes.

## Historia
Un pedazo de tabla en la parte interna del labio inferior. Esa era la característica sorprendente de los indios Botocudos, nativos habitantes del municipio que hoy es conocido como Vila Pavão. Esos nativos vivieron tranquilamente aquí, hasta ser expulsados por los blancos.
La construcción del puente sobre el río Doce, en Colatina, y la apertura de la ruta que une Nueva Venécia a Vila Pavão, en 1940, fueron las obras que desencadenaron el poblamiento y la colonización del municipio.
Vila Pavão tiene hoy más de 9.000 habitantes, de los cuales 78% residem en la zona rural, dando importancia su agricultura familiar, con lindas elevaciones de granito denominadas "piedras" que, además de realizar de Vila Pavão una de las mayores depósitos nacionales de este producto, aun hacen de la región una de las más lindas del Brasil.

## Geografía
El municipio de Vila Pavão está localizado a una latitud sur de 18º 36' 54" y una longitud oeste de Greenwish de 40º 36' 39", teniendo un área equivalente a 0,94% del territorio estatal, con 435 km². Estando localizado en el norte del Espíritu Santo, Vila Pavão hace límites con Ecoporanga, Barra de São Francisco y Nueva Venécia, distante 286 km de la capital del Estado, Vitória, 28 km de Nueva Venécia y 48 km de Barra de São Francisco.

### Localización en la división administrativa
- Región: Noroeste
- Microrregión: Noroeste II

### Aspectos naturales
- Altitud: 200m
- Media pluviométrica anual: 800 mm
- Período lluvioso: octubre a marzo
- Período de sequía: abril a septiembre

### Temperatura
- Media: 23º
- Mínima: 17º
- Máxima: 34º
- Clima predominante: tropical

### Distritos
El municipio posee 15 comunidades y está dividido en tres regiones. Además de la sed, el municipio posee las Villas de Plaza Rica (15 km) y Todos los Santos (17 km).

## Administración
- Prefecto: Ivan Lauer (2009/2012)
- Viceprefecto: Valdez Ferrari
- Presidente de la cámara: Denilto Krüger (2009/2010)

### Prefectos
- 1° mandato, entre 1993 a 1996: Erno Júlio Dieter
- 2º mandato, entre 1997 a 2000: Eraldino Jann Tesch
- 3º mandato, entre 2001 a 2004: Eraldino Jann Tesch
- 4° mandato, entre 2005 a 2008: Ivan Lauer
- 5° mandato, entre 2008 a 2012: Ivan Lauer